# Jacqueline Evans

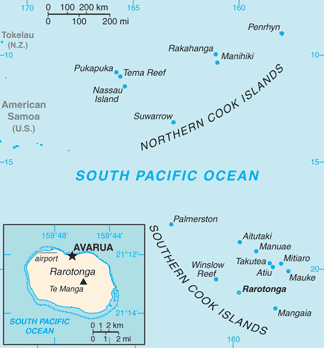
Cook Islands

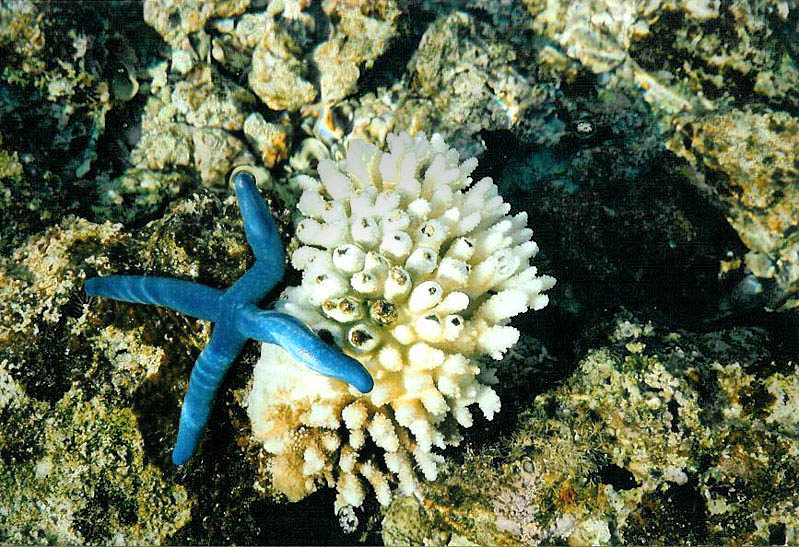
Cook Islands Riff

Jacqueline (Jacqui) Evans (geb. vor 1975) ist eine cookische Meeresökologin. Sie hatte wesentlichen Anteil daran, dass die Regierung 2017 rund um die Inseln  den Marae Moana Meerespark schuf. Er sah die nachhaltige Bewirtschaftung von 1,98 Millionen km² Meeresgebiet vor, darunter 15 strenger geschützte Sperrzonen mit einer Fläche von 324.000 km². 2019 wurde sie mit dem Goldman Environmental Prize ausgezeichnet.

## Herkunft und Ausbildung
Evans kam als Tochter von Mereana Henry, die von den Cookinseln stammte, und dem damals bereits verstorbenen Engländer Roger Evans zur Welt. Sie wuchs zusammen mit ihren sechs älteren Geschwistern in Masterton, Neuseeland, auf. Als sie 15 war, zog sie mit ihrer Familie auf die Cookinseln. Sie ließen sich in Tupapa auf der Hauptinsel Rarotonga nieder, wo sie ihre Schulausbildung am Tereora College absolvierte.
Jacqueline Evans begann sich mit 16 Jahren für meeresökologische Fragen beim Schnorcheln in der nahegelegenen Lagune zu interessieren. Ab 1993 studierte sie an der University of the South Pacific in Fidschi Umweltwissenschaften und schloss 1995 mit einem BSc ab. Von 2001 bis 2004 absolvierte sie einen MA-Studiengang in Geographie an der University of Hawaii at Manoa. 2024 erwarb sie an der Harvard University einen Master's degree in Public Administration.

## Karriere
Nach ihrem Bachelorstudium arbeitete sie zunächst als Fischereiaufsichtsbeamtin, später beim Cook Islands Conservation Service. 2005 wechselte sie zum Gesundheitsministerium, wo sie die Auswirkungen von Abwässern auf die Meeresumwelt überwachte. Fünf Jahre später wurde sie Programmmanagerin der Umwelt-NGO Te Ipukarea Society und arbeitete in dieser Funktion mit Regierungsbehörden an der Entwicklung von Strukturen für den Meerespark. Ziel war ein Gleichgewicht zwischen der Nutzung natürlicher Ressourcen und den Anforderungen des Naturschutzes.
Um die öffentliche Unterstützung für den Meerespark zu gewinnen, bereiste sie mit Regierungs- und NGO-Experten ausgiebig die Inseln und baute das Vertrauen der örtlichen Gemeinden auf. In Zusammenarbeit mit einem Rechtsberater organisierte sie einen Wettbewerb, der zur Wahl des Parknamens „Marae Moana“ [Heiliger Ozean] führte. Sie kooperierte mit Kevin Iro, einem ehemaligen Rugbyspieler, der nun den Tourismusverband repräsentierte.
Die Regierung verabschiedete am 13. Juli 2017 das Marae-Moana-Gesetz zur nachhaltigen Bewirtschaftung des Ozeangebiets der Cookinseln. Evans wurde Direktorin des Marae-Moana-Koordinationsbüros, das die Verantwortung für das Projekt übernahm und dessen Umsetzung überwachte.
Im Januar 2020 gründete sie die Moana Foundation zur Unterstützung von NGOs auf den Cookinseln.

## Auszeichnungen
- 2019: Goldman Environmental Prize[3]
- 2024: Ehrendoktorwürde der Université du Littoral Côte d’Opale[8]